# انتخابات الرئاسة الأمريكية 1876
الانتخابات الرئاسية الأمريكية 1876 هي الانتخابات الرئاسية الأمريكية التي جرت في 1876، لانتخاب رئيس الولايات المتحدة، فاز بالانتخابات رذرفورد هايز، حصل على 4034311 صوت.

## المرشحين
| المرشح       | الحزب | عدد الأصوات |
| ------------ | ----- | ----------- |
| رذرفورد هايز |       | 4,034,311   |
| صامويل تيلدن |       | 4,288,546   |